# Lac de la Haute-Sûre
Lac de la Haute-Sûre (Luxemburgs: Stauséigemeng, Duits: Stauseegemeinde) is een gemeente in het Luxemburgse kanton Wiltz, genoemd naar de Franse naam voor de rivier Boven-Sûre. De gemeente heeft een totale oppervlakte van 48,5 km² en telde 1484 inwoners op 1 januari 2007.

## Geschiedenis
De gemeente ontstond op 1 januari 1979 door de fusie van de gemeenten Mecher en Harlange en is genoemd naar het gelijknamige stuwmeer. Het administratief centrum van de gemeente kwam in Bavigne.

## Samenstelling gemeente
De gemeente bestaat uit de volgende plaatsen:
- Bavigne
- Harlange
- Kaundorf
- Liefrange
- Mecher
- Nothum
- Tarchamps
- Watrange

## Ontwikkeling van het inwoneraantal
| Jaar                              | 2001 | 2002 | 2003 | 2004 | 2005 |
| --------------------------------- | ---- | ---- | ---- | ---- | ---- |
| Inwoneraantal                     | 1328 | 1365 | 1400 | 1394 | 1454 |
| Opmerking: tellingen op 1 januari |      |      |      |      |      |